# Grand Prix de Fourmies 2018
Il Grand Prix de Fourmies 2018, ottantaseiesima edizione della corsa e valevole come evento dell'UCI Europe Tour 2018 categoria 1.HC, si svolse il 2 settembre 2018 su per un percorso di 205 km, con partenza e arrivo a Fourmies, in Francia. La vittoria fu appannaggio del tedesco Pascal Ackermann, il quale completò il percorso in 4h46'56", alla media di 42,87 km/h, precedendo il francese Arnaud Démare e il colombiano Álvaro Hodeg.
Sul traguardo di Fourmies 139 ciclisti, su 152 partenti, portarono a termine la competizione.

## Squadre e corridori partecipanti
| N.      | Cod. | Squadra                       |
| ------- | ---- | ----------------------------- |
| 1-7     | COF  | Cofidis, Solutions Crédits    |
| 11-17   | QST  | Quick-Step Floors             |
| 21-27   | BOH  | Bora-Hansgrohe                |
| 31-37   | AST  | Astana Pro Team               |
| 41-47   | ALM  | AG2R La Mondiale              |
| 51-57   | UAD  | UAE Team Emirates             |
| 61-67   | TFS  | Trek-Segafredo                |
| 71-77   | GFC  | Groupama-FDJ                  |
| 81-87   | WGG  | Wanty-Groupe Gobert           |
| 91-97   | WIL  | Wilier Triestina-Selle Italia |
| 101-107 | WVA  | WB Aqua Protect Veranclassic  |

| N.      | Cod. | Squadra                         |
| ------- | ---- | ------------------------------- |
| 111-117 | TDE  | Direct Énergie                  |
| 121-127 | ICA  | Israel Cycling Academy          |
| 131-137 | RNL  | Roompot-Nederlandse Loterij     |
| 141-147 | SVB  | Sport Vlaanderen-Baloise        |
| 151-157 | NIP  | Nippo-Vini Fantini-Europa Ovini |
| 162-167 | FST  | Team Fortuneo-Samsic            |
| 171-177 | VCC  | Vital Concept Cycling Club      |
| 181-187 | DMP  | Delko Marseille Provence KTM    |
| 191-197 | AUB  | St Michel-Auber 93              |
| 201-207 | RLM  | Roubaix Lille Métropole         |
| 211-217 | AMO  | Amore & Vita-Prodir             |

## Ordine d'arrivo (Top 10)
| Pos. | Corridore          | Squadra    | Tempo    |
| ---- | ------------------ | ---------- | -------- |
| 1    | Pascal Ackermann   | Bora       | 4h46'56" |
| 2    | Arnaud Démare      | Groupama   | s.t.     |
| 3    | Álvaro Hodeg       | Quick-Step | s.t.     |
| 4    | Leonardo Bonifazio | Nippo      | s.t.     |
| 5    | Christophe Laporte | Cofidis    | s.t.     |
| 6    | Alexander Kristoff | UAE        | s.t.     |
| 7    | Boy van Poppel     | Trek       | s.t.     |
| 8    | Hugo Hofstetter    | Cofidis    | s.t.     |
| 9    | Riccardo Minali    | Astana     | s.t.     |
| 10   | Kristian Sbaragli  | Israel     | s.t.     |